# كانيت دي أدري
بلدية كانيت دي أدري (بالإسبانية: Canet de Adri) هي بلدية تقع في مقاطعة جرندة التابعة لمنطقة كتالونيا شمال شرق إسبانيا.

## الديموغرافيا
بلغ عدد سكان بلدية كانيت دي أدري 609 نسمة عام 2011 (وفقاً للمعهد الوطني الإسباني للإحصاء).
| 503 | 522 | 527 | 564 | 599 | 605 | 609 |